# Paris-Colmar
 (février 2025).
- Si vous ne connaissez pas le sujet, laissez ce bandeau (vous pouvez alors contacter les auteurs).
- Si vous supprimez le contenu mis en cause (vous pouvez préalablement contacter les auteurs),

argumentez précisément cette suppression dans la page de discussion
(un manque de référence n'est pas un argument ; une recherche réelle de référence doit avoir été effectuée, être formellement documentée).
 (février 2025).
Paris-Colmar est une épreuve de marche athlétique de fond, féminine et masculine, de plusieurs centaines de kilomètres disputée annuellement en France entre Paris et Colmar. La compétition est créée sous le nom Strasbourg-Paris en 1926 sous l'impulsion d'Émile Anthoine, un athlète français lui-même spécialiste de la marche athlétique. En 1981 la marche est renommée Paris-Colmar. L'épreuve n'est pas disputée de 1938 à 1948, de 1960 à 1969, et en 2004 et 2010.
La marche masculine se dispute depuis la création de l'épreuve en 1926. Il s'agit d'une compétition dont la longueur varie généralement entre 450 et plus de 500 km. L'épreuve se déroule sur plusieurs jours. La compétition féminine existe depuis 1988 et se déroule sur une distance comprise généralement entre 300 et plus de 350 km.
Les sportifs les plus titrés sont le Polonais Adam Urbanowski avec dix victoires dans les années 1990 et 2000, et le Français Roger Quemener qui totalise sept victoires principalement dans les années 1980. L'athlète féminine la plus titrée est la Française Édith Couhé, qui remporte les cinq premières éditions de la compétition féminine à partir de 1988.

## Historique

### Paris-Strasbourg et Strasbourg-Paris (1926-1980)

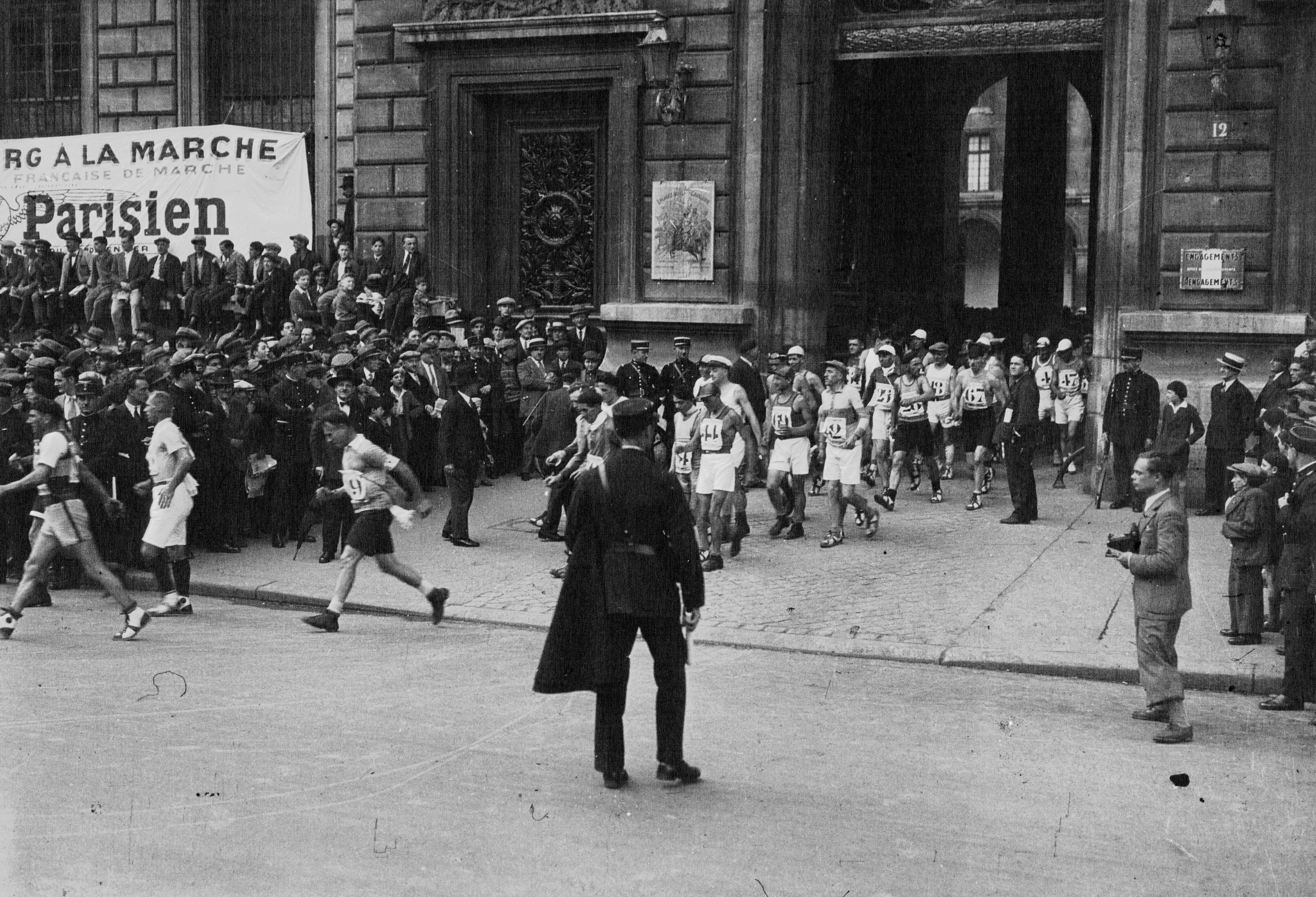
Départ de la course place de la République en 1932

L'épreuve de marche athlétique Paris-Strasbourg fut créée en 1926. Elle eut lieu chaque année jusqu'en 1937.
Cette épreuve unique au monde, permit d'établir des records de marche de fond sur longue distance. 
Parmi les premiers vainqueurs de cette période pionnière, le suisse Jean Linder et Louis Godart notamment, puis Ernest Romens qui deviendra la figure légendaire de ce Paris Strasbourg de l'Entre-deux-guerres. Après la Seconde Guerre mondiale, la compétition reprend en 1949 et se déroule toujours dans le sens Paris-Strasbourg. L'épreuve est disputée dans le sens Strasbourg-Paris à partir de 1952 jusqu'en 1959, la période presque hégémonique de Gilbert Roger, contrecarrée par Joseph Zami et Albert Seibert, des « anciens » qui ainsi, parviennent enfin à concrétiser leur fidélité à la course. Puis, après une interruption de 1970 à 1975, la compétition se déroule de Paris à Strasbourg en 1976 avant de reprendre le parcours classique Strasbourg-Paris de 1977 à 1980.

### Paris-Colmar (1981-2014)
Depuis 1981, l'épreuve se nomme Paris-Colmar. Une épreuve féminine est créée en 1988. Celle-ci se déroule tout d'abord sur le trajet Paris-Contrexéville, puis Épernay-Colmar en 1989 et enfin Châlons-en-Champagne-Colmar depuis 1990.
L'épreuve de marche n'est pas organisée en 2004 et en 2010. Elle se dispute généralement au mois de juin. Les épreuves se déroulent ainsi du 4 au 7 juin 2003, du 8 au 11 juin 2005, du 31 mai au 3 juin 2006, du 7 au 10 juin 2007, du 18 au 21 juin 2008 et du 17 au 20 juin 2009.
L'édition 2011 est prévue du 22 au 25 juin. Un prologue se déroulera le 22 juin en début d'après-midi dans les rues de Paris. L'épreuve sera organisée par le club de Neuilly-sur-Marne Athlétisme. Celui-ci a confié l'organisation à l'association Paris-Colmar à la marche. La compétition débute à Neuilly-sur-Marne en Seine-Saint-Denis afin de rejoindre Colmar après plus de cinquante heures de marche pendant lesquelles le ou la concurrent(e) devra tout autant faire preuve de courage et de ténacité que de gérer son alimentation, changer ses vêtements et surtout ne pas se blesser. Le directeur de l'épreuve est Jean Cécillon. Une automobile d'un montant supérieur à 12 000 € récompensera les vainqueurs des deux compétitions. L'épreuve est internationale et les Européens de l'Est sont nombreux parmi la cinquantaine de participants.
En juin 2015, le Paris-Colmar devient le Paris-Ribeauvillé, du nom de la nouvelle ville d'arrivée de l'épreuve, toujours dans le Haut-Rhin.

## Palmarès

### Paris-Strasbourg
Le tableau suivant présente le palmarès de l'épreuve Strasbourg-Paris ou Paris-Strasbourg. Le nombre de victoires est indiqué entre parenthèses à partir de la deuxième victoire.

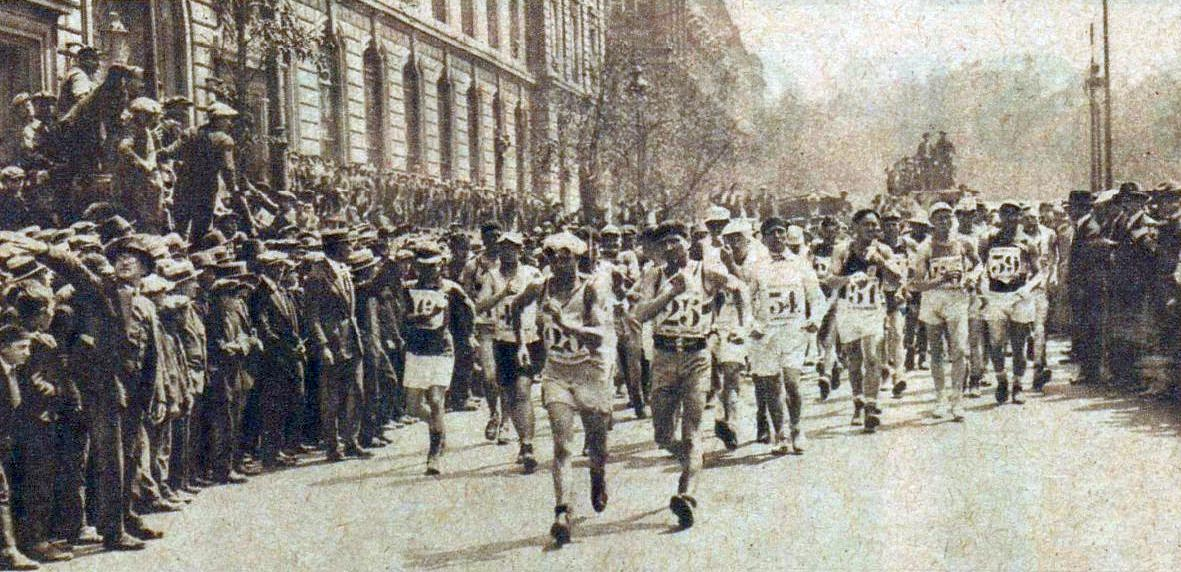
Départ du troisième Paris-Strasbourg à la marche, en juillet 1928 (49 concurrents).

| Édition | Année | Parcours         | Vainqueur              | Distance | Temps       |
| ------- | ----- | ---------------- | ---------------------- | -------- | ----------- |
| 1er     | 1926  | Strasbourg-Paris | Jean Linder            | 504 km   | 78 h 47 min |
| 2e      | 1927  | Strasbourg-Paris | Jean Linder (2)        | 504 km   | 72 h 01 min |
| 3e      | 1928  | Strasbourg-Paris | Louis Godart           | 504 km   | 75 h 45 min |
| 4e      | 1929  | Strasbourg-Paris | Louis Godart (2)       | 506 km   | 72 h 48 min |
| 5e      | 1930  | Strasbourg-Paris | Marceau Roger          | 506 km   | 69 h 44 min |
| 6e      | 1931  | Strasbourg-Paris | Louis Godart (3)       | 503 km   | 72 h 25 min |
| 7e      | 1932  | Strasbourg-Paris | Victor Damas           | 506 km   | 68 h 33 min |
| 8e      | 1933  | Strasbourg-Paris | Ernest Romens          | 535 km   | 79 h 11 min |
| 9e      | 1934  | Strasbourg-Paris | Pierre Mouchkoff       | 523 km   | 74 h 08 min |
| 10e     | 1935  | Strasbourg-Paris | Ernest Romens (2)      | 524 km   | 71 h 53 min |
| 11e     | 1936  | Strasbourg-Paris | Alfred Steinmetz       | 533 km   | 74 h 33 min |
| 12e     | 1937  | Strasbourg-Paris | Ernest Romens (3)      | 533 km   | 74 h 33 min |
| 13e     | 1949  | Paris-Strasbourg | Gilbert Roger          | 520 km   | 73 h 51 min |
| 14e     | 1950  | Paris-Strasbourg | Joseph Zami            | 516 km   | 73 h 55 min |
| 15e     | 1951  | Paris-Strasbourg | Albert Seibert         | 516 km   | 69 h 29 min |
| 16e     | 1952  | Strasbourg-Paris | Albert Seibert (2)     | 552 km   | 75 h 10 min |
| 17e     | 1953  | Strasbourg-Paris | Gilbert Roger (2)      | 515 km   | 66 h 50 min |
| 18e     | 1954  | Strasbourg-Paris | Gilbert Roger (3)      | 526 km   | 70 h 34 min |
| 19e     | 1955  | Strasbourg-Paris | Louis Godart (fils)    | 520 km   | 71 h 26 min |
| 20e     | 1956  | Strasbourg-Paris | Gilbert Roger (4)      | 522 km   | 68 h 31 min |
| 21e     | 1957  | Strasbourg-Paris | Gilbert Roger (5)      | 522 km   | 69 h 38 min |
| 22e     | 1958  | Strasbourg-Paris | Gilbert Roger (6)      | 537 km   | 71 h 13 min |
| 23e     | 1959  | Strasbourg-Paris | Edmond Guny            | 529 km   | 70 h 42 min |
| 24e     | 1970  | Strasbourg-Paris | Sammy Zaugg            | 512 km   | 70 h 04 min |
| 25e     | 1971  | Strasbourg-Paris | Josy Simon             | 520 km   | 73 h 08 min |
| 26e     | 1972  | Strasbourg-Paris | Josy Simon (2)         | 513 km   | 73 h 03 min |
| 27e     | 1973  | Strasbourg-Paris | Robert Rinchard        | 493 km   | 64 h 34 min |
| 28e     | 1974  | Strasbourg-Paris | Robert Rinchard (2)    | 523 km   | 67 h 29 min |
| 29e     | 1975  | Strasbourg-Paris | Josy Simon (3)         | 507 km   | 66 h 50 min |
| 30e     | 1976  | Paris-Strasbourg | Robert Rinchard (3)    | 533 km   | 69 h 11 min |
| 31e     | 1977  | Strasbourg-Paris | Robert Schouckens (nl) | 507 km   | 64 h 11 min |
| 32e     | 1978  | Strasbourg-Paris | Josy Simon (4)         | 501 km   | 66 h 10 min |
| 33e     | 1979  | Strasbourg-Paris | Roger Quemener         | 510 km   | 64 h 24 min |
| 34e     | 1980  | Strasbourg-Paris | Roger Pietquin         | 506 km   | 60 h 01 min |

### Paris-Colmar

#### Épreuve masculine
Le tableau suivant présente le palmarès de l'épreuve Paris-Colmar masculine. Le nombre de victoires est indiqué entre parenthèses à partir de la deuxième victoire.
| Édition | Année | Vainqueur               | Distance | Temps                         | Deuxième            | Écart             | Troisième           | Écart                   |
| ------- | ----- | ----------------------- | -------- | ----------------------------- | ------------------- | ----------------- | ------------------- | ----------------------- |
| 35e     | 1981  | Roger Pietquin (2)      | 513 km   | 65 h 11 min                   |                     |                   |                     |                         |
| 36e     | 1982  | Adrien Pheulpin         | 508 km   | 66 h 30 min                   |                     |                   |                     |                         |
| 37e     | 1983  | Roger Quemener (2)      | 518 km   | 64 h 12 min                   |                     |                   |                     |                         |
| 38e     | 1984  | Jean-Claude Gouvenaux   | 516 km   | 62 h 31 min                   |                     |                   |                     |                         |
| 39e     | 1985  | Roger Quemener (3)      | 518 km   | 64 h 57 min                   |                     |                   |                     |                         |
| 40e     | 1986  | Roger Quemener (4)      | 517 km   | 62 h 27 min                   |                     |                   |                     |                         |
| 41e     | 1987  | Roger Quemener (5)      | 518 km   | 64 h 59 min                   |                     |                   |                     |                         |
| 42e     | 1988  | Roger Quemener (6)      | 533 km   | 66 h 37 min                   |                     |                   |                     |                         |
| 43e     | 1989  | Roger Quemener (7)      | 524 km   | 64 h 35 min                   |                     |                   |                     |                         |
| 44e     | 1990  | Zbigniew Klapa (pl)     | 522 km   | 64 h 36 min                   |                     |                   |                     |                         |
| 45e     | 1991  | Zbigniew Klapa (pl) (2) | 523 km   | 64 h 51 min                   |                     |                   |                     |                         |
| 46e     | 1992  | Zbigniew Klapa (pl) (3) | 518 km   | 62 h 38 min                   | Noël Dufay          |                   | Jean Cecillon       |                         |
| 47e     | 1993  | Noël Dufay              | 518 km   | 62 h 18 min                   | Adam Urbanowski     | à 2 h             | Zbigniew Klapa (pl) | à 2 h                   |
| 48e     | 1994  | Adam Urbanowski         | 520 km   | 61 h 48 min                   | Alexseï Rodionov    | à 1 h             | Zbigniew Klapa (pl) | à 1 h 57 min            |
| 49e     | 1995  | Zbigniew Klapa (pl) (4) | 521 km   | 60 h 13 min                   | Adam Urbanowski     | à 4 h             | Gilles Letessier    | à 4 h 28 min            |
| 50e     | 1996  | Adam Urbanowski (2)     | 520 km   | 60 h 29 min                   | Zbigniew Klapa (pl) | à 51 min          | Ivo Majetic         | à 3 h 54 min            |
| 51e     | 1997  | Adam Urbanowski (3)     | 534 km   | 64 h 02 min                   | Alexseï Rodionov    | à 1 h 30 min      | Ivo Majetic         | à 2 h 42 min            |
| 52e     | 1998  | Adam Urbanowski (4)     | 521 km   | 62 h 26 min                   | Alexseï Rodionov    | à 1 h 06 min      | Zbigniew Klapa (pl) | à 3 h 12 min            |
| 53e     | 1999  | Zbigniew Klapa (pl) (5) | 521 km   | 58 h 53 min                   | Adam Urbanowski     | à 2 h 22 min      | Alexseï Rodionov    | à 4 h 13 min            |
| 54e     | 2000  | Alexseï Rodionov        | 535 km   | 66 h 18 min                   | Adam Urbanowski     | à 4 h 12 min      | Gilles Letessier    | à 4 h 45 min            |
| 55e     | 2001  | Adam Urbanowski (5)     | 535 km   | 65 h 38 min                   | Alexseï Rodionov    | à 49 min          | Gilles Letessier    | à 3 h 56 min            |
| 56e     | 2002  | Adam Urbanowski (6)     | 535 km   | 67 h 32 min                   | Gilles Letessier    | à 1 h 04 min      | Jean Cecillon       | à 1 h 24 min            |
| 57e     | 2003  | Adam Urbanowski (7)     | 515 km   | 66 h 40 min                   | Gilles Letessier    | à 2 h 13 min      | Jean Cecillon       | à 3 h 22 min            |
| 58e     | 2005  | Adam Urbanowski (8)     | 440 km   | 55 h 00 min                   | Alexseï Rodionov    | à 49 min          | Philippe Morel      | à 1 h 39 min            |
| 59e     | 2006  | Adam Urbanowski (9)     | 448 km   | 54 h 13 min (8,263 km/h)      | Sergueï Dvoretski   | à 1 h 35 min      | David Regy          | à 2 h 04 min            |
| 60e     | 2007  | Adam Urbanowski (10)    | 451 km   | 57 h 04 min (7,903 km/h)      | Alexseï Rodionov    | à 1 h 05 min      | Philippe Morel      | à 2 h 01 min            |
| 61e     | 2008  | Sergueï Dvoretski       | 444 km   | 52 h 43 min (8,422 km/h)      | Dimitri Osipov      | à 40 min          | Alexseï Rodionov    | à 4 h 02 min            |
| 62e     | 2009  | Dimitri Osipov          | 471,5 km | 59 h 12 min (7,965 km/h)      | Pascal Marechal     | à 6 h 58 min      | Philippe Thibaux    | 407,8 km en 58 h 41 min |
| 63e     | 2011  | Dimitri Osipov (2)      | 439,3 km | 56 h 46 min 11 s (7,738 km/h) | Jean Marie Rouault  | à 1 h 01 min 43 s | Gilles Letessier    | à 1 h 50 min 30 s       |
| 64e     | 2012  | Dimitri Osipov (3)      | 436,1 km | 55 h 54 min 26 s (7,800 km/h) | Philippe Thibaux    | à 8 min           | Dominique Bunel     | à 2 h 10 min 47 s       |
| 65e     | 2013  | Jean Marie Rouault      | 436,4 km | 54 h 10 min 59 s (8,054 km/h) | Dimitry Osipov      | à 48 min 1 s      | Dominique Bunel     | à 1 h 05 min 10 s       |
| 66e     | 2014  | Dimitri Osipov (4)      | 426,4 km | 52 h 45 min 56 s (8,081 km/h) | Emmanuel Lassalle   | à 10 min 48 s     | André Duterte       | à 4 h 58 min 32 s       |

#### Épreuve féminine
Le tableau suivant présente le palmarès de l'épreuve féminine. Le nombre de victoires est indiqué entre parenthèses à partir de la deuxième victoire.
| Édition | Année | Vainqueur                       | Distance | Temps                         | Deuxième           | Écart             | Troisième          | Écart             |
| ------- | ----- | ------------------------------- | -------- | ----------------------------- | ------------------ | ----------------- | ------------------ | ----------------- |
| 1er     | 1988  | Édith Couhé                     | 368 km   | 55 h 27 min                   |                    |                   |                    |                   |
| 2e      | 1989  | Édith Couhé (2)                 | 376 km   | 52 h 51 min                   |                    |                   |                    |                   |
| 3e      | 1990  | Édith Couhé (3)                 | 340 km   | 50 h 30 min                   |                    |                   |                    |                   |
| 4e      | 1991  | Édith Couhé (4)                 | 340 km   | 51 h 15 min                   |                    |                   |                    |                   |
| 5e      | 1992  | Édith Couhé (5)                 | 333 km   | 47 h 38 min                   |                    |                   |                    |                   |
| 6e      | 1993  | Isabelle Duchêne                | 334 km   | 42 h 59 min                   |                    |                   |                    |                   |
| 7e      | 1994  | Joëlle Lefilleul                | 335 km   | 47 h 41 min                   |                    |                   |                    |                   |
| 8e      | 1995  | Kora Boufflert                  | 333 km   | 45 h 02 min                   |                    |                   |                    |                   |
| 9e      | 1996  | Isabelle Duchêne (2)            | 331 km   | 41 h 58 min                   |                    |                   |                    |                   |
| 10e     | 1997  | Marleen Radder-Willems (nl)     | 344 km   | 46 h 14 min                   |                    |                   |                    |                   |
| 11e     | 1998  | Delcina Pajoul                  | 343 km   | 45 h 24 min                   |                    |                   |                    |                   |
| 12e     | 1999  | Delcina Pajoul (2)              | 343 km   | 45 h 53 min                   |                    |                   |                    |                   |
| 13e     | 2000  | Irina Poutintseva               | 360 km   | 47 h 35 min                   |                    |                   |                    |                   |
| 14e     | 2001  | Marleen Radder-Willems (nl) (2) | 360 km   | 49 h 24 min                   |                    |                   |                    |                   |
| 15e     | 2002  | Marleen Radder-Willems (nl) (3) | 360 km   | 50 h 23 min                   |                    |                   |                    |                   |
| 16e     | 2003  | Irina Poutintseva (2)           | 340 km   | 48 h 56 min                   | Marina Tarassevich | à 3 min           | Delcina Pajoul     | à 2 h 10 min      |
| 17e     | 2005  | Anne-Marie Mesmoudi             | 265 km   | 35 h 20 min (8,250 km/h)      | Irina Poutintseva  | à 31 min          | Francine Lachia    | à 3 h 39 min      |
| 18e     | 2006  | Kora Boufflert (2)              | 293 km   | 37 h 09 min (7,895 km/h)      | Irina Poutintseva  | à 1 h 28 min      | Sylviane Varin     | à 3 h 05 min      |
| 19e     | 2007  | Anne-Marie Mesmoudi (2)         | 306 km   | 38 h 09 min (8,013 km/h)      | Irina Poutintseva  | à 1 h 28 min      | Marina Tarassevich | à 3 h 05 min      |
| 20e     | 2008  | Sylviane Varin                  | 305,7 km | 41 h 52 min (7,302 km/h)      | Claudine Anxionnat | à 1 h 09 min      | Dominique Alvernhe | à 1 h 32 min      |
| 21e     | 2009  | Sylviane Varin (2)              | 316,8 km | 41 h 38 min (7,609 km/h)      | Dominique Alvernhe | à 1 h 37 min      | Corinne Dols       | à 3 h             |
| 22e     | 2011  | Dominique Alvernhe              | 297,7 km | 38 h 43 min 50 s (7,686 km/h) | Irina Poutintseva  | à 2 h 16 min 38 s | Maggy Labylle      | à 2 h 39 min 49 s |
| 23e     | 2012  | Dominique Alvernhe (2)          | 288,9 km | 36 h 33 min 18 s (7,903 km/h) | Irina Poutintseva  | à 1 h 26 min 02 s | Nicoletta Mizera   | à 1 h 55 min 48 s |
| 24e     | 2013  | Irina Poutintseva (3)           | 308,1 km | 40 h 28 min 42 s (7,611 km/h) | Nicoletta Mizera   | à 48 min 34 s     | Corinne Fauqueur   | à 1 h 26 min 17 s |
| 25e     | 2014  | Olga Borisova                   | 292,4 km | 39 h 11 min 48 s (7,460 km/h) | Maggy Labylle      | à 21 min 35 s     | Irina Poutintseva  | à 59 min 34 s     |

#### Épreuve masculine promotion - La François1er
Le tableau suivant présente le palmarès de l'épreuve masculine promotion. Epreuve appelée « La François 1er » à partir de 2011. 
Le nombre de victoires est indiqué entre parenthèses à partir de la deuxième victoire.
| Édition | Année | Vainqueur        | Distance | Temps                         | Deuxième        | Écart         | Troisième           | Écart                   |
| ------- | ----- | ---------------- | -------- | ----------------------------- | --------------- | ------------- | ------------------- | ----------------------- |
| 1er     | 2008  | Philippe Thibaux | 292,3 km | 34 h 35 min (8,452 km/h)      | David Ruelle    | à 1 h 49 min  | Ludo Schaerlaeckens | à 3 h 24 min            |
| 2e      | 2009  | Bertrand Labarre | 316,8 km | 46 h 39 min (6,791 km/h)      | Patrick Asselos | à 1 h 32 min  | Francis Gauze       | 304,6 km en 48 h 48 min |
| 3e      | 2011  | Jean Paul Meteau | 297,7 km | 40 h 07 min 38 s (7,419 km/h) | Daniel Grados   | à 31 min 50 s | Laurent Bovin       | à 1 h 35 min 12 s       |

### Paris-Ribeauvillé

#### Épreuve masculine
Le tableau suivant présente le palmarès de l'épreuve Paris-Ribeauvillé masculine. Le nombre de victoires est indiqué entre parenthèses à partir de la deuxième victoire.
| Édition | Année | Vainqueur          | Distance | Temps                         | Deuxième           | Écart             | Troisième          | Écart             |
| ------- | ----- | ------------------ | -------- | ----------------------------- | ------------------ | ----------------- | ------------------ | ----------------- |
| 67e     | 2015  | Dimitri Osipov (5) | 427,2 km | 55 h 19 min 04 s (7,723 km/h) | Dominique Bunel    | à 5 h 25 min 09 s | Daniel Lhoest      | à 5 h 58 min 09 s |
| 68e     | 2016  | Dimitri Osipov (6) | 425,3 km | 52 h 08 min 39 s (8,156 km/h) | Emmanuel Lassalle  | à 50 min 56 s     | Jean-Marie Rouault | à 4 h 53 min 33 s |
| 69e     | 2017  | Dimitri Osipov (7) | 424,7 km | 57 h 47 min 27 s (7,349 km/h) | Florian Letourneau | à 2 h 8 min 11 s  | Yves-Michel Kerlau | à 5 h 30 min 41 s |
| 70e     | 2018  | Dimitri Osipov (8) | 423,4 km | 58 h 11 min 56 s (7,266 km/h) | Florian Letourneau | à 1 h 48 min 17 s | Cédric Varain      | à 3 h 01 min 27 s |

#### Épreuve féminine
Le tableau suivant présente le palmarès de l'épreuve féminine. Le nombre de victoires est indiqué entre parenthèses à partir de la deuxième victoire.
| Édition | Année | Vainqueur             | Distance | Temps                         | Deuxième          | Écart         | Troisième      | Écart             |
| ------- | ----- | --------------------- | -------- | ----------------------------- | ----------------- | ------------- | -------------- | ----------------- |
| 26e     | 2015  | Tatiana Maslova       | 309,5 km | 43 h 20 min 39 s (7,141 km/h) | Irina Poutintseva | à 31 min 54 s | Olga Borisova  | à 1 h 15 min 28 s |
| 27e     | 2016  | Irina Poutintseva (4) | 311,7 km | 42 h 57 min 06 s (7,193 km/h) | Olga Borisova     | à 23 min 13 s | Sylvie Maison  | à 3 h 06 min      |
| 28e     | 2017  | Tatiana Maslova (2)   | 319,1 km | 43 h 24 min 04 s (7,526 km/h) | Irina Poutintseva | à 33 min 2 s  | Maggy Labylle  | à 4 h 14 min 14 s |
| 29e     | 2018  | Tatiana Maslova (3)   | 300,5 km | 43 h 08 min 24 s (6,965 km/h) | Irina Poutintseva | à 13 min 46 s | Claudie Bizard | à 4 h 47 min 55 s |